# Journal of Russian & East European Psychology
Journal of Russian & East European Psychology – международный психологический журнал, издающий как переводные так и оригинальные материалы преимущественно авторов из стран бывшего Советского Союза и Восточной Европы. Журнал основан в 1962 г. и до 1991 г. выходил под названиями Soviet Psychology and Psychiatry (1962-1966 гг; ISSN 0584-5610) и Soviet Psychology (1966-1991 гг; ISSN 0038-5751). С января 1992 г. журнал издается под своим нынешним названием. Периодичность выхода журнала: 6 номеров в год.
Издание индексируется в системах PsycINFO и EBSCO.